# 12435 Судаті
12435 Судаті (12435 Sudachi) — астероїд головного поясу, відкритий 17 січня 1996 року.
Тіссеранів параметр щодо Юпітера — 3,286.
Названо на честь Судаті (яп. すだち(酢橘) судаті).